# کنبوووو (شهرستان ولشتین)
کنبوووو (به لهستانی:  Kębłowo) یک روستا در لهستان است که در گمینا وولشتن واقع شده‌است.
 کنبوووو  ۱٬۸۳۴ نفر جمعیت دارد.